# Lyons (Illinois)
Lyons è un comune degli Stati Uniti d'America, situato nell'Illinois, nella contea di Cook. La località fa parte dell'area metropolitana di Chicago. Si trova nella zona a ovest della metropoli.